# Bahnstadt (Heidelberg)

Mapa com a localização de Bahnstadt em Heidelberg

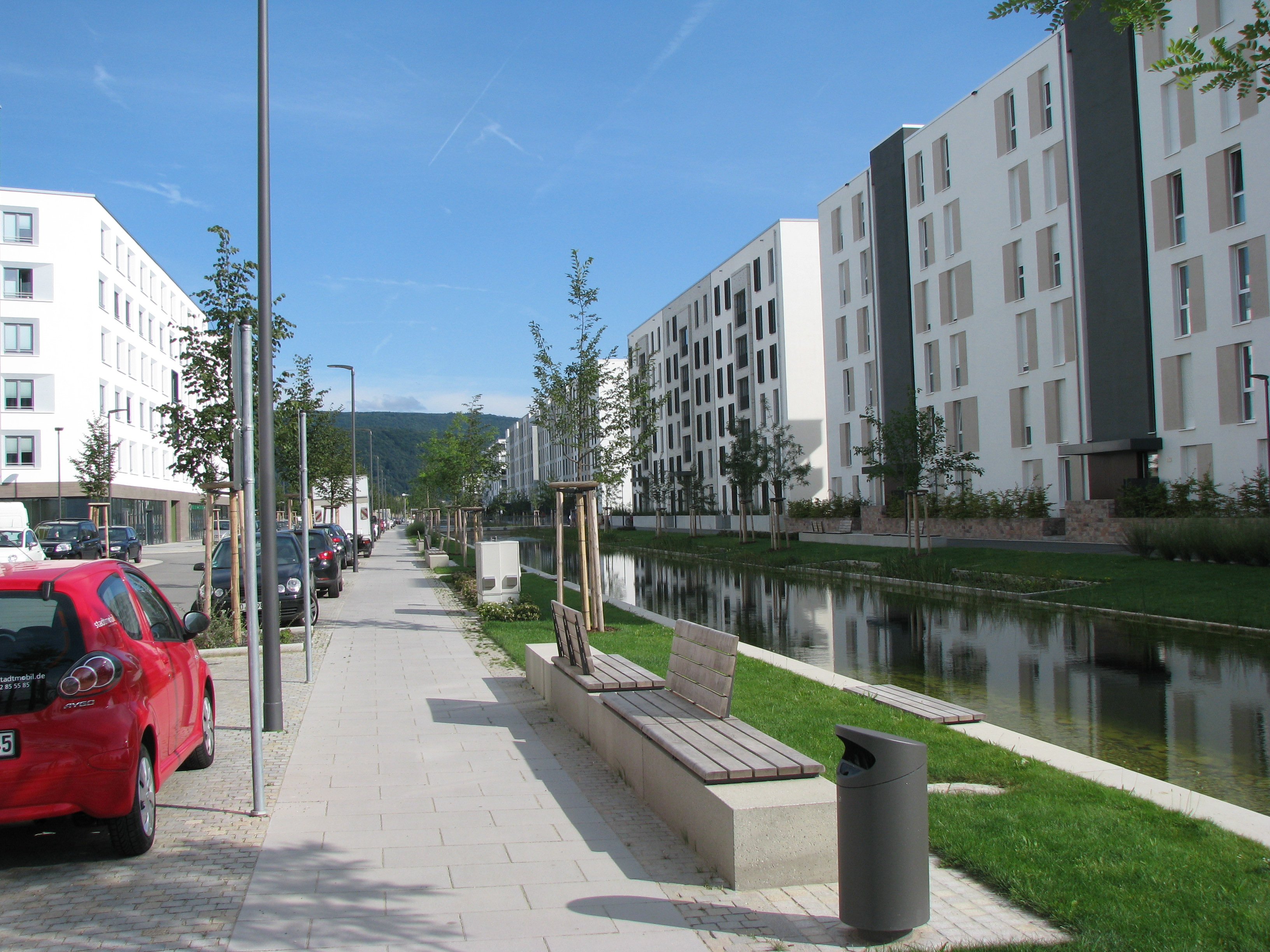
Lange Anger em Bahnstadt (2014)

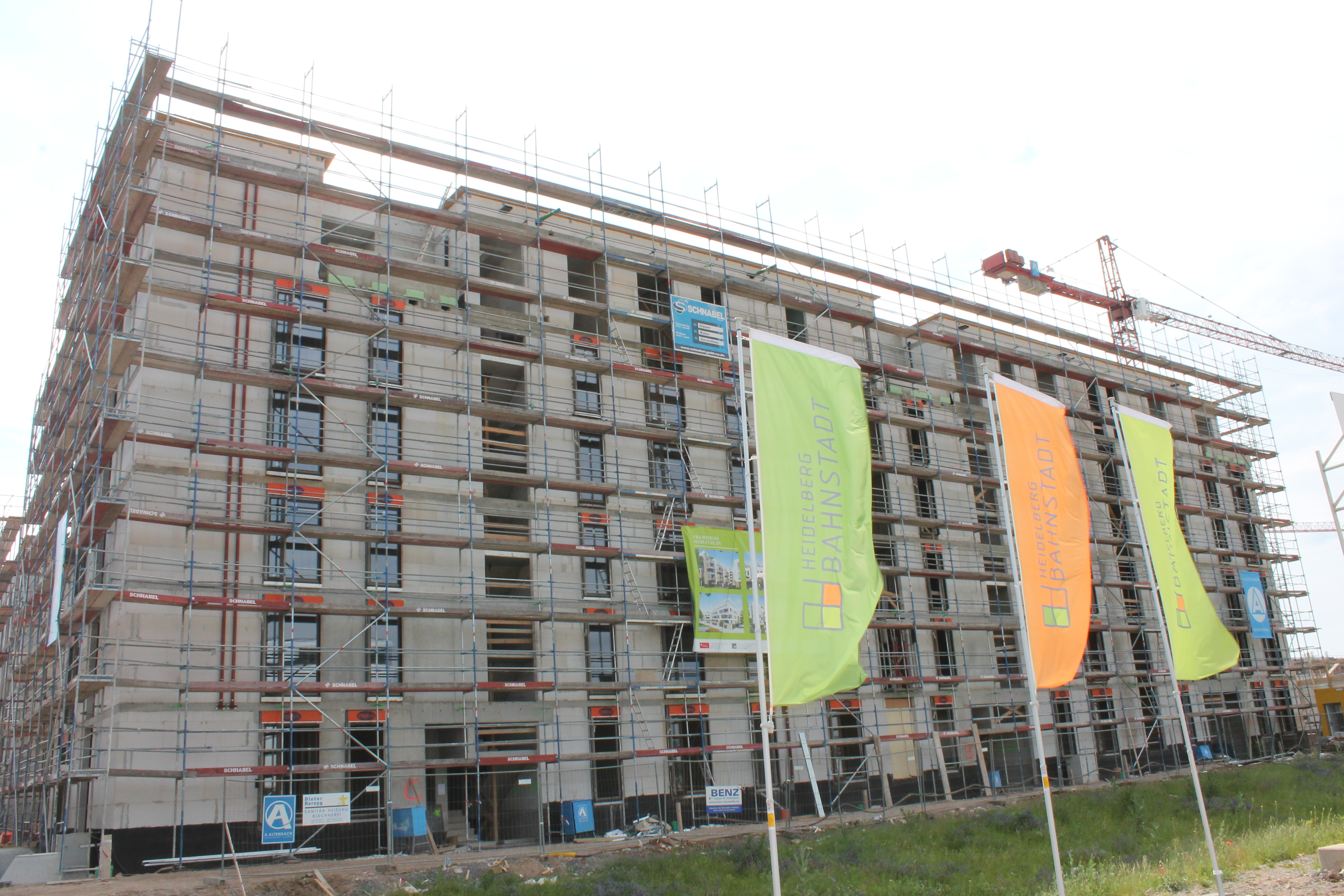
Conjunto residencial em construção (2012)

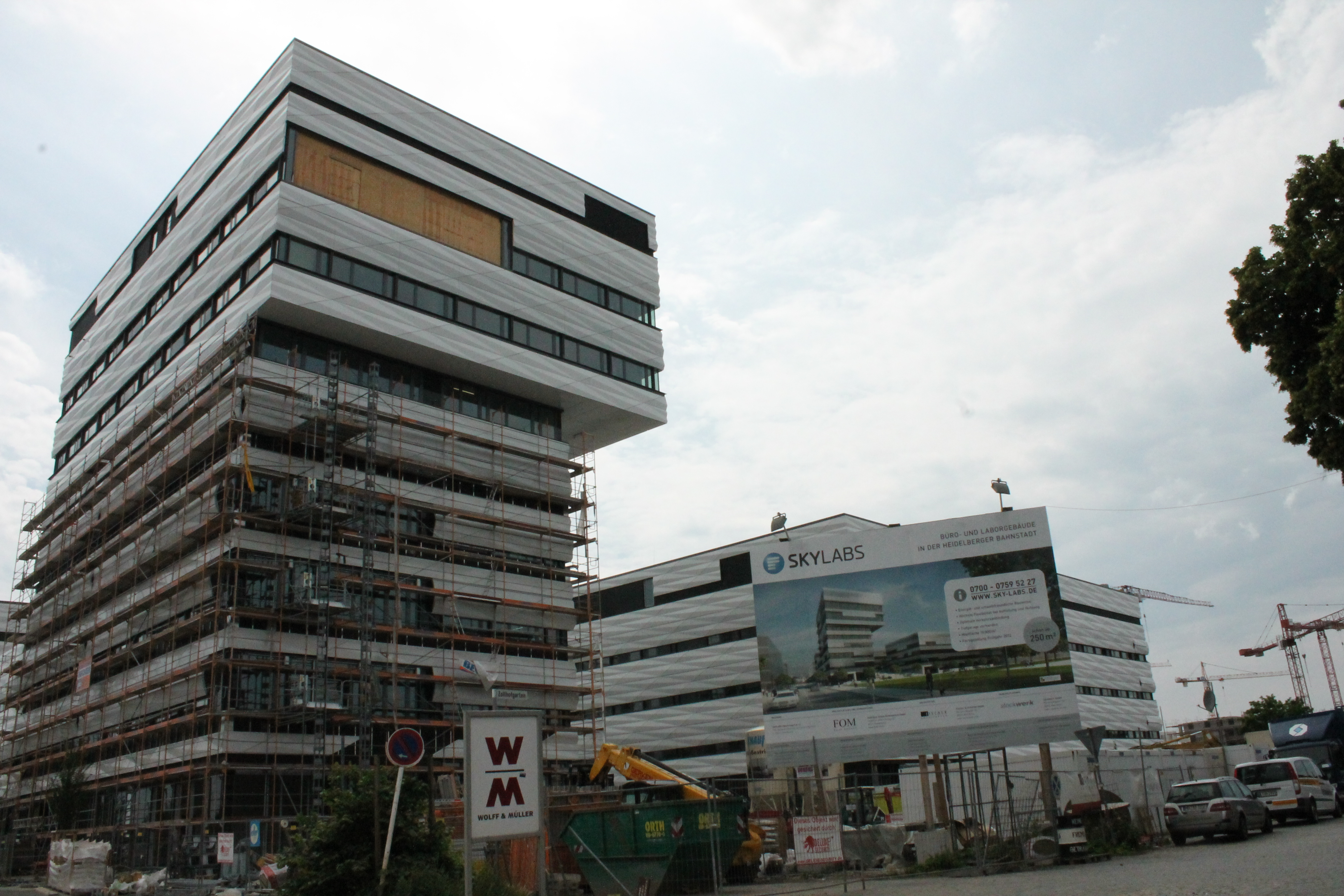
Skylabs em construção (2012)

Bahnstadt é um novo distrito de Heidelberg ainda em construção, na área da antiga estação ferroviária de cargas, que depois de pronta será a maior região residencial do mundo do tipo habitação passiva.